# اهلیت
اهلیّت به‌طور کلی عبارت از توانایی قانونی شخص برای دارا شدن یا اجرای حق است.

## اقسام اهلیّت
اهلیّت تمتّع: اصولاً هر شخصی دارای اهلیّت تمتّع (بهره مندی) است و می‌تواند صاحب حق باشد، حتی کودکان و مجانین می‌توانند طرف حق واقع گردند؛ مثلاً صغیر یا مجنون می‌تواند مالک یا طلبکار باشد. ماده ۹۵۶ قانون مدنی در این زمینه مقرر می‌دارد: 
اهلیّت برای دارا بودن حقوق با زنده متولد شدن انسان شروع و با مرگ او تمام می‌شود.
اصولاً هر شخص می‌تواند صاحب حق باشد و با توجه به از میان رفتن بردگی، نداشتن اهلیت تمتع جنبه استثنائی دارد و محدود به موارد مشخص شده در قانون است. اما برخی از اشخاص با وجود آنکه می‌توانند طرف حق وارد شوند اما از اعمال آن حق محروم شده‌اند. نداشتن اهلیت استیفا «حَجر» و کسی که فاقد این اهلیت است «محجور» نامیده می‌شود. محدوده افراد فاقد این حق در نظام‌های قضائی مختلف متفاوت است اما معمولاً مجنونین و دیوانگان، سفها و کم‌خردان و کودکان قبل از رسیدن به سن قانونی از اهلیت برای اعمال بخشی یا تمامی حقوق خود برخوردار نیستند.
اهلیّت استیفاء: ممکن است شخص توانایی قانونی برای دارا شدن حق داشته باشد و بتواند طرف حق واقع گردد، اما نتواند شخصاً و بدون دخالت دیگری حق خود را اعمال کند؛ مثلاً صغیر و مجنون، چنین اشخاصی فاقد اهلیّت استیفاء (کامل) یا اجرای حق هستند. عدم اهلیّت استیفاء اصطلاحاً حجر (در لغت به معنی منع و بازداشتن است) و کسی که فاقد این اهلیّت است محجور نامیده می‌شود و قانونگذار او را از دخالت مستقیم و تصرف در امور خود و انجام اعمال حقوقی، مانند بیع و اجاره و اقامه دعوی، بدون مداخلهٔ نمایندهٔ قانونی خود، منع کرده‌است.

## شرایط اهلیّت استیفاء
ماده ۲۱۱ قانون مدنی در مورد شرایط اهلیت:
«برای این که متعاملین اهل محسوب شوند باید بالغ و عاقل و رشید باشند».
بلوغ: بلوغ در حقوق فعلی ایران، چنان‌که گفتیم، با رسیدن به سن ۱۵ سال تمام قمری در مورد پسر و سن ۹ سال تمام قمری در مورد دختر حاصل می‌شود. کسی که به سن بلوغ نرسیده‌است از نظر قانون صغیر محسوب می‌شود و نمی‌تواند آزادانه بدون دخالت دیگری امور خویش را اداره کند و اعمال حقوقی انجام دهد.
عقل: منظور از عقل این است که قوای دماغی شخص سالم باشد. کسی که فاقد قوهٔ عقل و مبتلا به اختلال قوای دماغی باشد مجنون نامیده می‌شود. تشخیص جنون که یک مفهوم عرفی و پزشکی است همیشه کار آسانی نیست و قانون نمی‌تواند در این باره یک ضابطهٔ قطعی به دست دهد.
رشد: رشد عبارت است از اینکه تصرفات شخص در اموالش عاقلانه باشد. کسی که دارای رشد است، رشید نامیده می‌شود.

ماده ۱۲۱۰ قانون مدنی مقرر می‌دارد:
«هیچ‌کس را نمی‌توان بعد از رسیدن به سن بلوغ به عنوان جنون یا عدم رشد محجور نمود مگر آنکه عدم رشد یا جنون او ثابت شده باشد.
تبصره۱: سن بلوغ در پسر پانزده سال تمام قمری و در دختر نه سال تمام قمری است.

تبصره۲: اموال صغیری را که بالغ شده‌است در صورتی می‌توان به او داد که رشد او ثابت شده باشد».
با توجه به تعارض صدر و ذیل این ماده و با توجه به رأی وحدت رویه شماره ۳۰ مورخ ۱۳۶۴/۱۰/۳ با رسیدن صغیر به سن بلوغ، از حجر خارج می‌شود جز در امور مالی، که خروج از حجر و استقلال صغیر در اعمال حقوقی منوط به احراز رشد است و صرف رسیدن به سن بلوغ موجب اهلیّت و استقلال در امور مالی نیست.